# Manny Montana
Manny Montana (Long Beach, 26 settembre 1983) è un attore statunitense, meglio conosciuto per il ruolo di Johnny Tuturro nella serie televisiva della USA Network Graceland.

## Biografia
Montana è nato e cresciuto a Long Beach, California. Dopo il diploma alla Jordan High School, Montana ha ottenuto una borsa di studio di football alla California State University di Sacramento, ma chiuderà presto questo capitolo dopo un infortunio al braccio e la lussazione alla spalla per l'ottava volta. Si trasferì poi alla California State University, Long Beach per laurearsi in Giornalismo e Broadcasting.

## Carriera
Dopo la laurea nel 2006, Montana si spinse a recitare. Ha iniziato a recitare in film studenteschi che alla fine lo portarono a interpretare ruoli minori in varie serie televisive. Nel 2012, Montana è stato lanciato nel ruolo di Johnny "J.T." Tuturro nella serie televisiva Graceland.

## Filmografia

### Cinema
- East L.A., regia di Hector Ceballos, Joshua Robinson e Reed Simonsen (2008)
- Sanctuary, regia di Nickolaus Swedlund (2008)
- Detached, regia di Chris Bessounian e Tianna Majumdar-Langham (2009)
- Go for Sisters, regia di John Syles (2013)
- Blackhat, regia di Michael Mann (2015)
- Scartato (Undrafted), regia di Joseph Mazzello (2016)
- Il corriere - The Mule (The Mule), regia di Clint Eastwood (2018)
- I Hate the Man in My Basement, regia di Dustin Cook (2020)

### Televisione
- E.R. - Medici in prima linea (ER) - serie TV, episodio 15x07 (2008)
- Eleventh Hour - serie TV, episodio 1x07 (2008)
- Terminator: The Sarah Connor Chronicles - serie TV, episodio 2x16 (2009)
- Cold Case - Delitti irrisolti (Cold Case) - serie TV, episodio 6x17 (2009)
- Avvocati a New York (Raising the Bar) - serie TV, episodio 2x06 (2009)
- Lie to Me - serie TV, episodio 2x16 (2010)
- The Chicago Code - serie TV, episodi 1x01-1x02 (2011)
- Chase - serie TV, episodio 1x16 (2011)
- I signori della fuga (Breakout Kings) - serie TV, episodio 1x13 (2011)
- CSI: NY - serie TV, episodio 8x04 (2011)
- Cybergeddon Zips - serie TV, episodio 1x02 (2012)
- Cybergeddon - serie TV, episodi 1x03-1x06 (2012)
- Grimm - serie TV, episodio 3x05 (2013)
- Power - serie TV, episodio 1x01 (2014)
- The Following - serie TV, episodio 3x07 (2015)
- South Beach - serie TV, 6 episodi (2015)
- Graceland - serie TV, 38 episodi (2013-2015)
- NCIS: Los Angeles - serie TV, episodio 7x08 (2015)
- Lucifer - serie TV, episodio 1x10 (2016)
- Conviction - serie TV, 13 episodi (2016-2017)
- Rosewood - serie TV, 5 episodi (2017)
- Hater, regia di John Griffin - film TV (2017)
- All American - serie TV, episodio 3x14 (2021)
- Good Girls - serie TV, 50 episodi (2018-2021)
- Westworld - Dove tutto è concesso (Westworld) – serie TV, episodio 4x01-4x02-4x03 (2022)
- Ironheart, regia di Sam Biley e Angela Barnes – miniserie TV, 6 puntate (2025)

### Cortometraggi
- El primo, regia di Nick Oceano (2008)
- Road to Moloch, regia di Robert Glickert (2009)
- Maria de Covina, regia di Rick Escamilla (2009)
- 30 Is the New 12, regia di Shari Page (2010)
- The Ghost of Crenshaw, regia di Jason Paul Field (2011)
- Atonal, regia di Derrick Hausen (2012)
- Courageous, regia di Zac Titus (2012)

### Videogiochi
- L.A. Noire (2011)

## Doppiatori italiani
Nelle versioni in italiano delle opere in cui ha recitato, Manny Montana è stato doppiato da:
- Flavio Aquilone in Cold Case - Delitti irrisolti
- Federico Campaiola in Graceland
- Gianfranco Miranda in NCIS: Los Angeles
- Paolo De Santis in Good Girls
- Marco Giansante in Ironheart